# DECADANCE
DECADANCE（デカダンス）は、moveの通算5枚目のオリジナルアルバムである。全7曲収録。

## 概要
- 前アルバムから打って変わってゴシックメタルのテイストを盛り込んだロックをベースとし、それに加えて、本来moveが得意とするエレクトロサウンドを織り込むような楽曲構成のものが大半。
- moveのリリースしたアルバムCDの中で最も曲数が少ないミニアルバムである。

## 収録曲
1. DECADANCE
2. Painless PAIN
3. WORLD'S END -Rebirth-
4. Free ZION
5. WICKED GAME
6. ON THE SPEEEEEDWAY
7. It's only love